# Kao Chun-ming
Kao Chun-ming (chiń. 高俊明; pinyin Gāo Jùnmíng; pe̍h-ōe-jī Ko Chùn-bêng; ur. 6 czerwca 1929, zm. 14 lutego 2019) – tajwański duchowny prezbiteriański, działacz na rzecz praw człowieka.
Podczas II wojny światowej był więźniem japońskiego obozu pracy. Po zakończeniu wojny ukończył seminarium teologiczne w Tainanie i został duchownym prezbiteriańskim. W latach 1970–1989 był sekretarzem generalnym tajwańskiego Kościoła Prezbiteriańskiego. Po spacyfikowanym przez władze wiecu opozycji w 1979 roku (tzw. incydent Kaohsiung) udzielił schronienia ukrywającemu się Shih Ming-tehowi, za co został aresztowany i w 1980 roku skazany na 7 lat pozbawienia wolności. Zwolniono go z więzienia w 1984 roku.
Po zwycięstwie Chen Shui-biana w wyborach prezydenckich w 2000 roku został mianowany doradcą prezydenta. Wspierał Chena podczas skandalu korupcyjnego w 2006 roku. Opowiadał się jako przeciwnik legalizacji małżeństw jednopłciowych.